# 林村 (新潟県)
林村（はやしむら）は、かつて新潟県中蒲原郡にあった村。1902年4月1日の新設合併によって消滅し、現在は新潟市南区の一部となっている。
以下の記述は合併直前当時の旧林村に関しての記述であり、現在では名称等が異なる場合がある。なお、ここに記述されていない内容に関しては新潟市などの記事を参照。

## 沿革
- 1889年（明治22年）4月1日 - 町村制施行に伴い中蒲原郡和泉村、上木山村、下木山村、鍋潟分、浦梨村、田中村が合併し、林村が発足。
- 1902年（明治35年）4月1日 - 中蒲原郡小吉村（一部）と合併し、小林村となり消滅。

## 地域
林村は、合併した村名を継承する以下の大字で構成される。
和泉（いずみ）

1889年（明治22年）まであった和泉村の区域。現在の新潟市南区和泉。
上木山（かみきやま）

1889年（明治22年）まであった上木山村の区域。現在の新潟市南区上木山。
下木山（しもきやま）
1889年（明治22年）まであった下木山村の区域。現在の新潟市南区下木山。
鍋潟（なべがた）

1889年（明治22年）まであった鍋潟分の区域。現在の新潟市南区鍋潟。
浦梨（うらなし）

1889年（明治22年）まであった浦梨村の区域。現在の新潟市南区浦梨。
南田中（みなみたなか）

1889年（明治22年）まであった田中村の区域。現在の新潟市南区南田中。